# Asparagus stellatus
Asparagus stellatus är en sparrisväxtart som beskrevs av John Gilbert Baker. Asparagus stellatus ingår i släktet sparrisar, och familjen sparrisväxter. Inga underarter finns listade i Catalogue of Life.